# 遠妙寺 (笛吹市)
遠妙寺（おんみょうじ）は、山梨県笛吹市石和町市部にある日蓮宗の寺院。山号は鵜飼山。謡曲『鵜飼』発祥の史跡として知られ、境内に鵜飼堂と供養塔がある。旧本山は身延山久遠寺、鏡師法縁(善学会)。

## 歴史

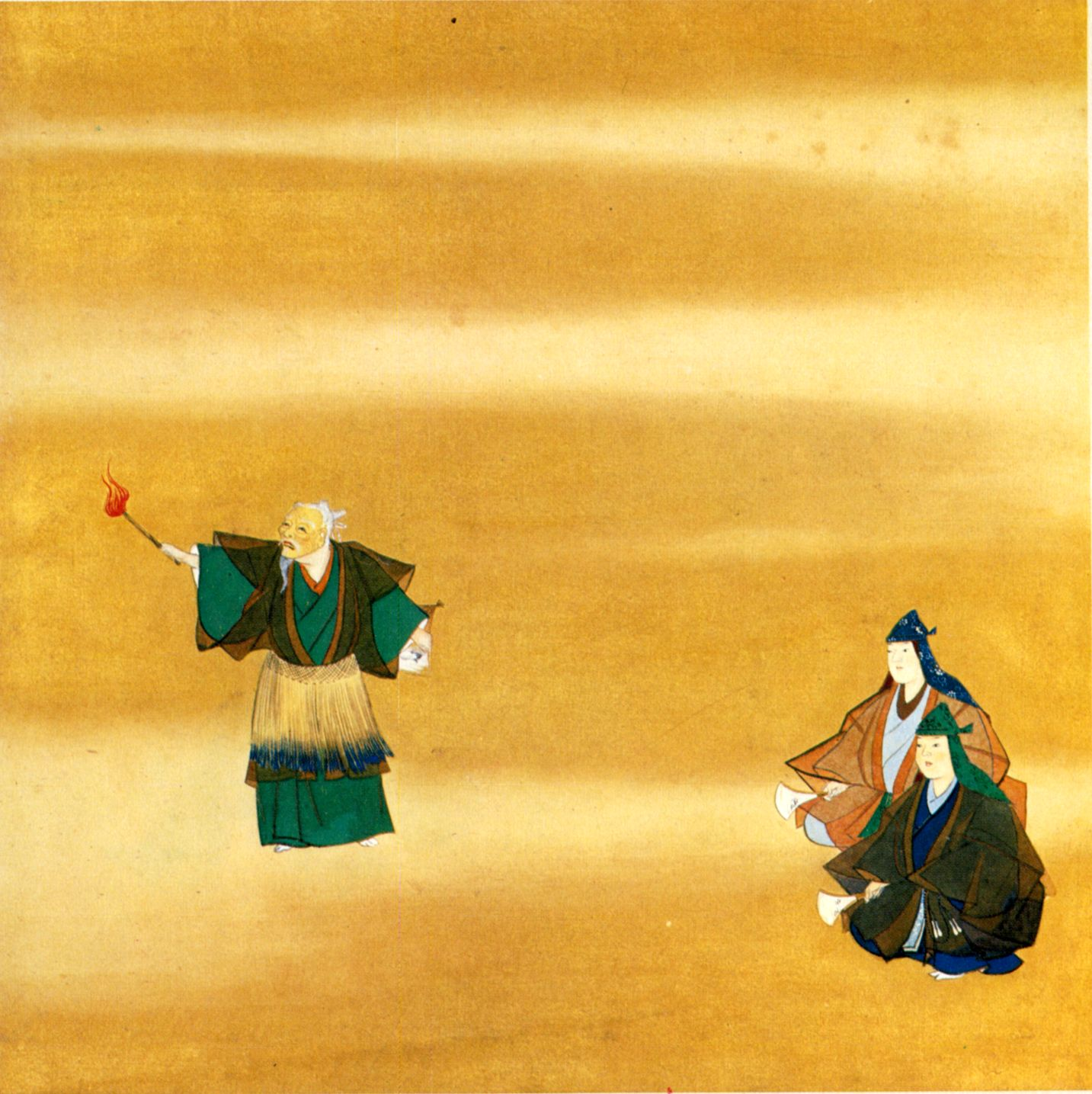
伊達家本『能絵鑑』より「鵜飼」

謡曲『鵜飼』は榎並左衛門五郎が原曲を作成し、世阿弥が改作して応永年間後期から永享年間初期に成立したという。「石和川」や日蓮を想起させる「安房清澄の僧」が登場し、法華宗を賛美する内容となっている。
一方、遠妙寺の由緒では謡曲『鵜飼』と似た「鵜飼伝説」を伝え、文禄・慶長年間にはすでに成立しており、慶長年間には山号を「鵜飼山」に改めている。
遠妙寺の「鵜飼伝説」は、平家没落後の元暦年間に平家一族・平時忠（謡曲『鵜飼』では「漁翁」）が殺生禁断の石和川において鵜飼を行ったために観音寺の僧により殺され、怨霊となったという。その後、文永6年（1269年）に日蓮が同地を訪れ、時忠の亡霊と遭遇する。このとき日蓮は怨霊を成仏させることができず、文永11年（1274年）に日蓮は弟子の日郎・日向を伴い再び同地を訪れ、一字一石の経石で施餓鬼供養を行ない怨霊を成仏させた。これにより、川施餓鬼根本道場として遠妙寺が創建されたという。

## 大黒天

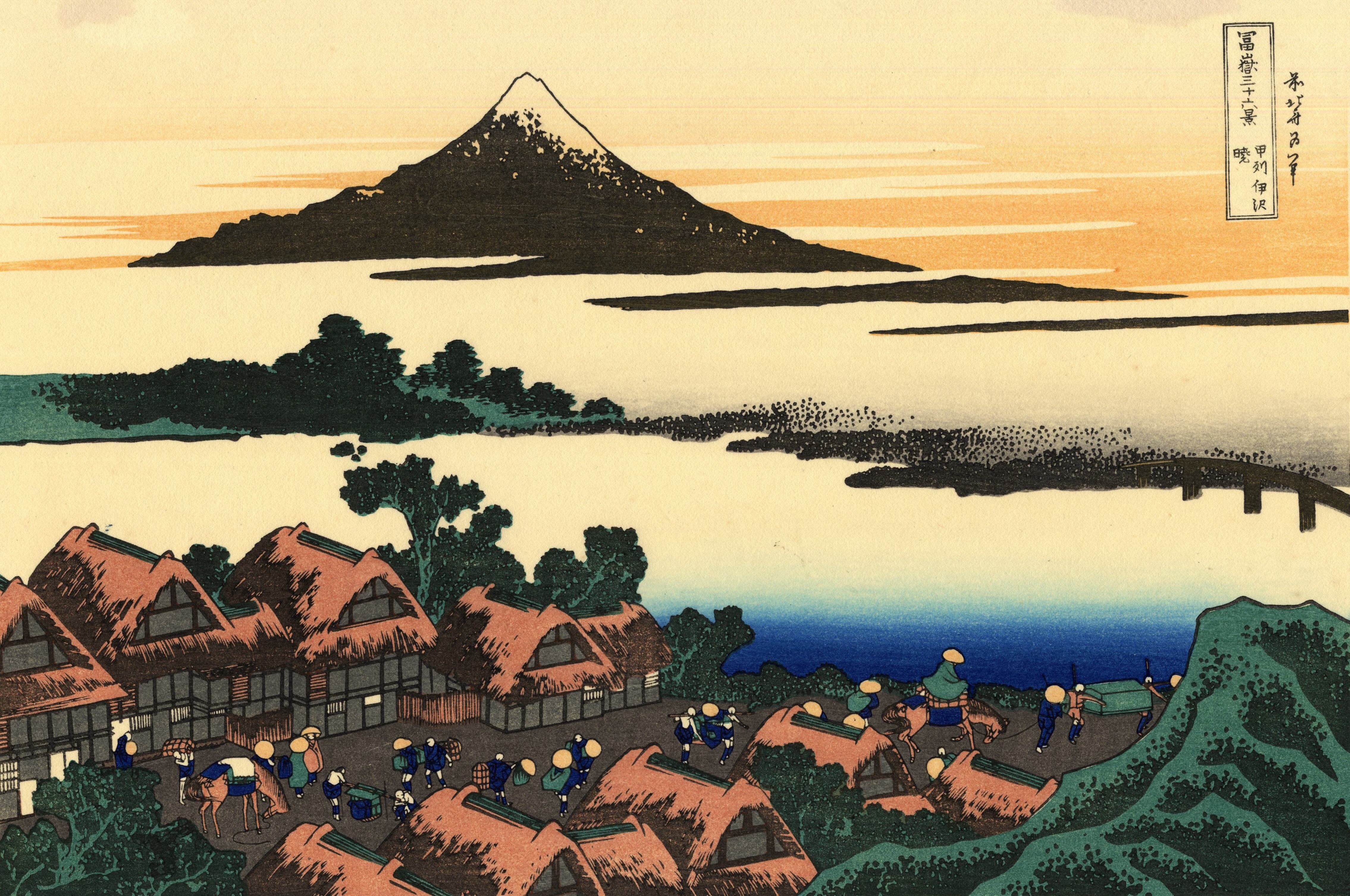
葛飾北斎「富嶽三十六景」甲州伊沢暁、画中に遠妙寺は描かれていないが石和宿の風景が描かれる画面右端に所在する。

- 慶長年間（1596年 - 1615年）に笛吹川から出現したという福聚開運大黒天を安置する。

## 参考資料
- 日蓮宗寺院大鑑編集委員会『宗祖第七百遠忌記念出版 日蓮宗寺院大鑑』大本山池上本門寺 (1981年)
- 市川智康『日蓮聖人の歩まれた道』水書房
- 『甲斐百八霊場』 テレビ山梨企画・編集 2000年8月10日初版発行 ISBN 4998070215